# Kiernan Dewsbury-Hall
Kiernan Frank Dewsbury-Hall (ur. 6 września 1998 w Nottingham) – angielski piłkarz, występujący na pozycji pomocnika w angielskim klubie Everton. Wychowanek Leicester City.

## Kariera klubowa

### Wczesne życie
Kiernan urodził się w Nottingham, jednak dorastał w Shepshed. W 2006 roku dołączył do Akademii Leicester City z Shepshed Dynamo Warriors, w którym grał na poziomach U-8 oraz U-9. Pierwszy profesjonalny kontrakt podpisał z Leicester City w 2017 roku. 

### Leicester City
Po podpisaniu profesjonalnego kontraktu Kiernan grał w zespołach U-18 oraz U-21 Leicester City zanim w 2021 roku został oficjalnie przeniesiony do zespołu seniorów. Jednakże swój debiut dla Lisów zaliczył 25 stycznia 2020 roku w meczu Pucharu Anglii z Brentford F.C. W meczu tym Dewsbury-Hall wszedł na boisko w 68. minucie za Kelechi'ego Iheanacho. Mecz ten zakończył się wynikiem 1:0 dla Leicester City. Na swój pierwszy występ w ligowym starciu Kiernan musiał czekać do 28 sierpnia 2021 roku, kiedy to Leicester City mierzyło się z Norwich City w ramach 3. kolejki Premier League. Dewsbury-Hall wszedł na boisko w 86. minucie spotkania zmieniając Jamesa Maddisona. Mecz ten zakończył się wynikiem 2:1 dla Lisów. Pierwsze trafienie dla Leicester City Kiernan zaliczył 9 grudnia 2021 roku w meczu Ligi Europy UEFA z włoskim zespołem SSC Napoli, kiedy to w 33. minucie meczu trafił do bramki rywali i wyrównując wynik spotkania do 2:2. Ostatecznie jednak spotkanie zakończyło się wynikiem 2:3 dla SSC Napoli. Ostatecznego gola dla włoskiego klubu strzelił macedończyk Eljif Elmas. 24 czerwca 2022 podpisał nowy kontrakt z Leicester City, który ma trwać do 2027 roku.

#### Wypożyczenie do Blackpool F.C.
27 stycznia 2020 roku został wypożyczony na pół sezonu do wówczas trzecioligowego angielskiego zespołu Blackpool F.C.. W tym zespole zadebiutował 28 stycznia 2020 roku w meczu z Wycombe Wanderers, kiedy to wszedł na boisko w 46 minucie za Granta Warda. W tym samym meczu strzelił pierwszą bramkę dla Blackpool. Mecz ten zakończył się wynikiem 1:2 dla Wycombe.

#### Wypożyczenie do Luton Town
16 października 2020 Dewsbury-Hall podpisał nowy czteroletni kontrakt z Leicester City oraz udał się na wypożyczenie do wówczas drugoligowego angielskiego Luton Town, w którym zadebiutował 24 października 2020 w meczu z Sheffield Wednesday F.C. grając pełne spotkanie, które zakończyło się wynikiem 1:0 dla Luton Town. Pierwsze trafienie dla Luton, Kiernan zaliczył 29 grudnia 2020 roku podczas meczu z Bristol City F.C. w 68. minucie. Był to gol na wagę zwycięstwa Luton w tym meczu. Z kolei w 17. minucie tego samego meczu asystował przy trafieniu Glena Rea. Mecz ten zakończył się wygrana Luton Town 2:1. 1 lipca 2021 Kiernan powrócił z wypożyczenia.

### Chelsea
2 lipca 2024 roku, po osiągnięciu wcześniejszego porozumienia z klubem, oficjalnie przeszedł do angielskiego klubu Chelsea, występującego w Premier League, za kwotę 30 milionów funtów. 

## Sukcesy

### Leicester City
- Tarcza Wspólnoty: 2021[18]

### Chelsea
- Liga Konferencji: 2024/2025
- Klubowe Mistrzostwa Świata: 2025

### Indywidualne
- Drużyna sezonu Ligi Konferencji Europy UEFA: 2021/22[19]